# Candelaria, Santa Cruz de Tenerife

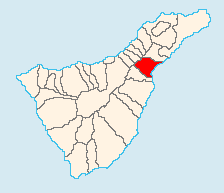
Candelaria

Candelaria este un oraș spaniol situat pe insula Tenerife (Insulele Canare). Are o populație de 25.140 locuitori și este o destinație importantă de pelerinaj catolic din Insulele Canare, bazată pe faptul că acest oraș este Bazilică a Maicii Domnului din Candelaria, patroană a Insulelor Canare.
Imaginea pe lemn a Maicii Domnului de Candelaria a fost găsit pe o plajă în apropierea a două pastori Guanși (nativilor din insulă). După cucerirea insulei sunt construite mai multe temple în cinstea Maicii Domnului. Biserica actuală este o bazilică mare finalizată în 1959, cu o capacitate de 5.000 de persoane. Acest templu a fost declarat Bazilică Minor la 24 ianuarie 2011 de către Papa Benedict al XVI-lea. 
Candelaria este o destinație turistică majoră și cel mai important centru de pelerinaj din Insulele Canare. În fiecare an ei sărbătoresc festivalul a Fecioarei din Candelaria de două ori, la 2 februarie și 15 august. Deși august este cel mai aglomerat.

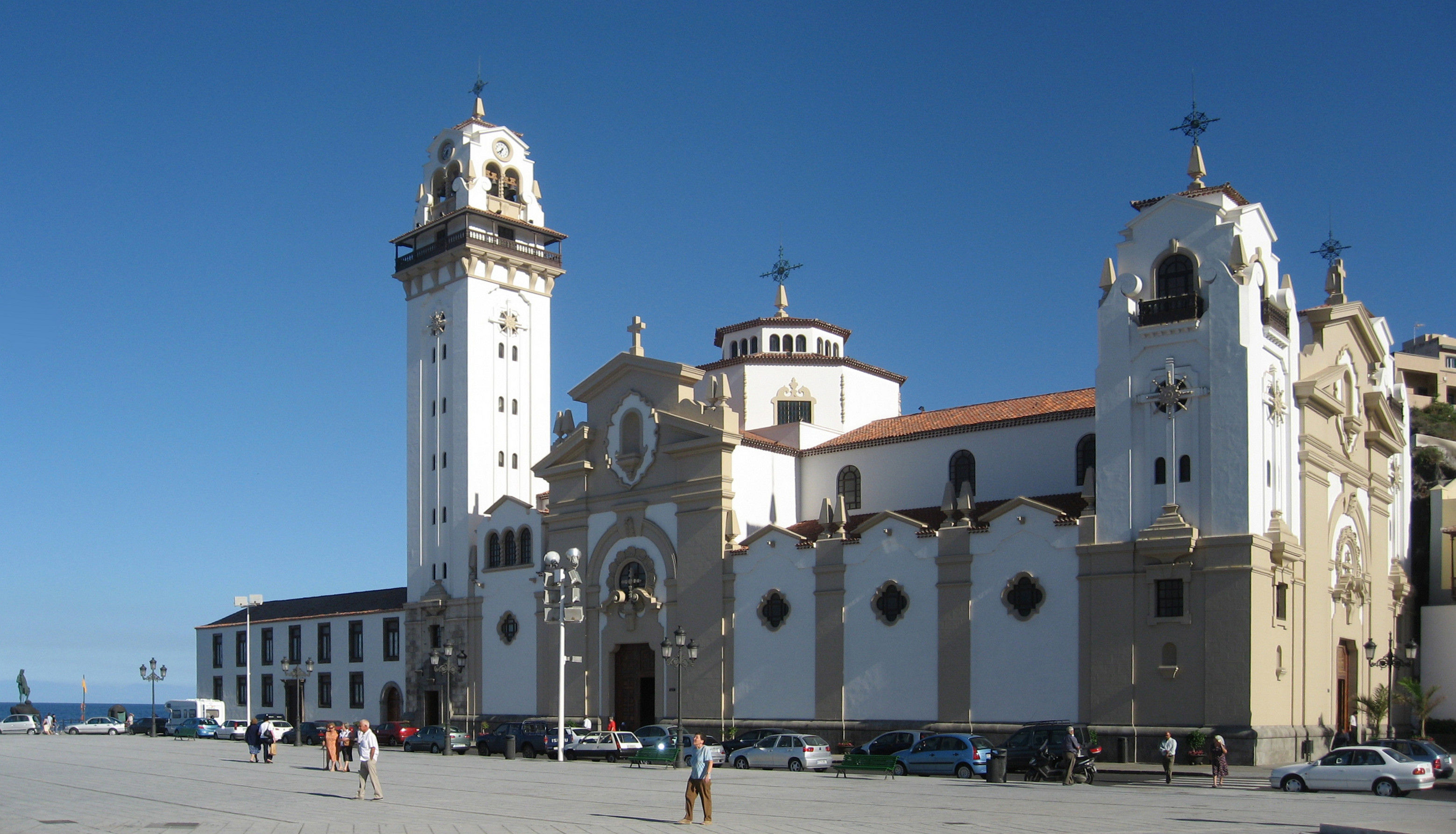
Bazilică a Maicii Domnului din Candelaria
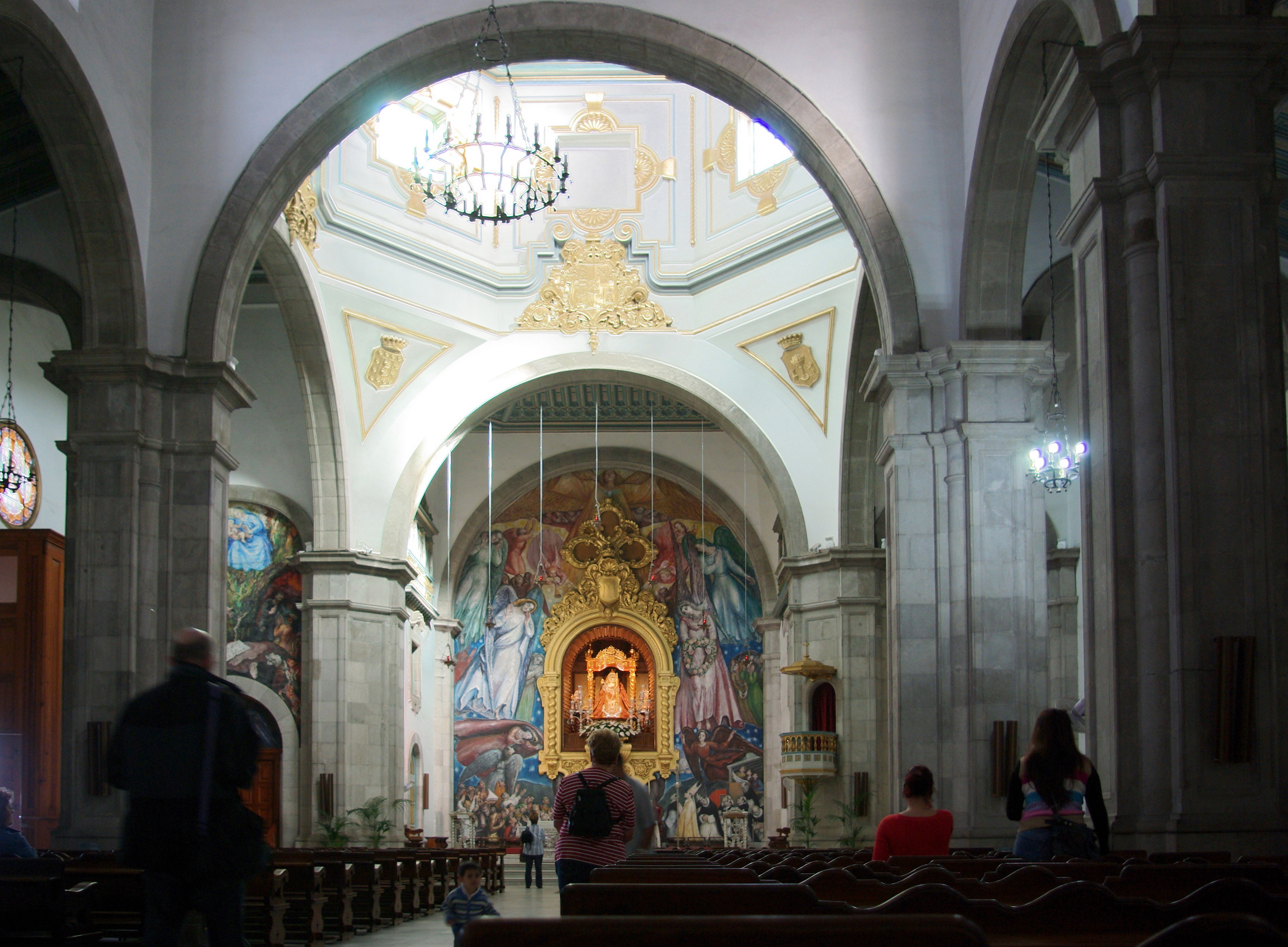
Interior din bazilică
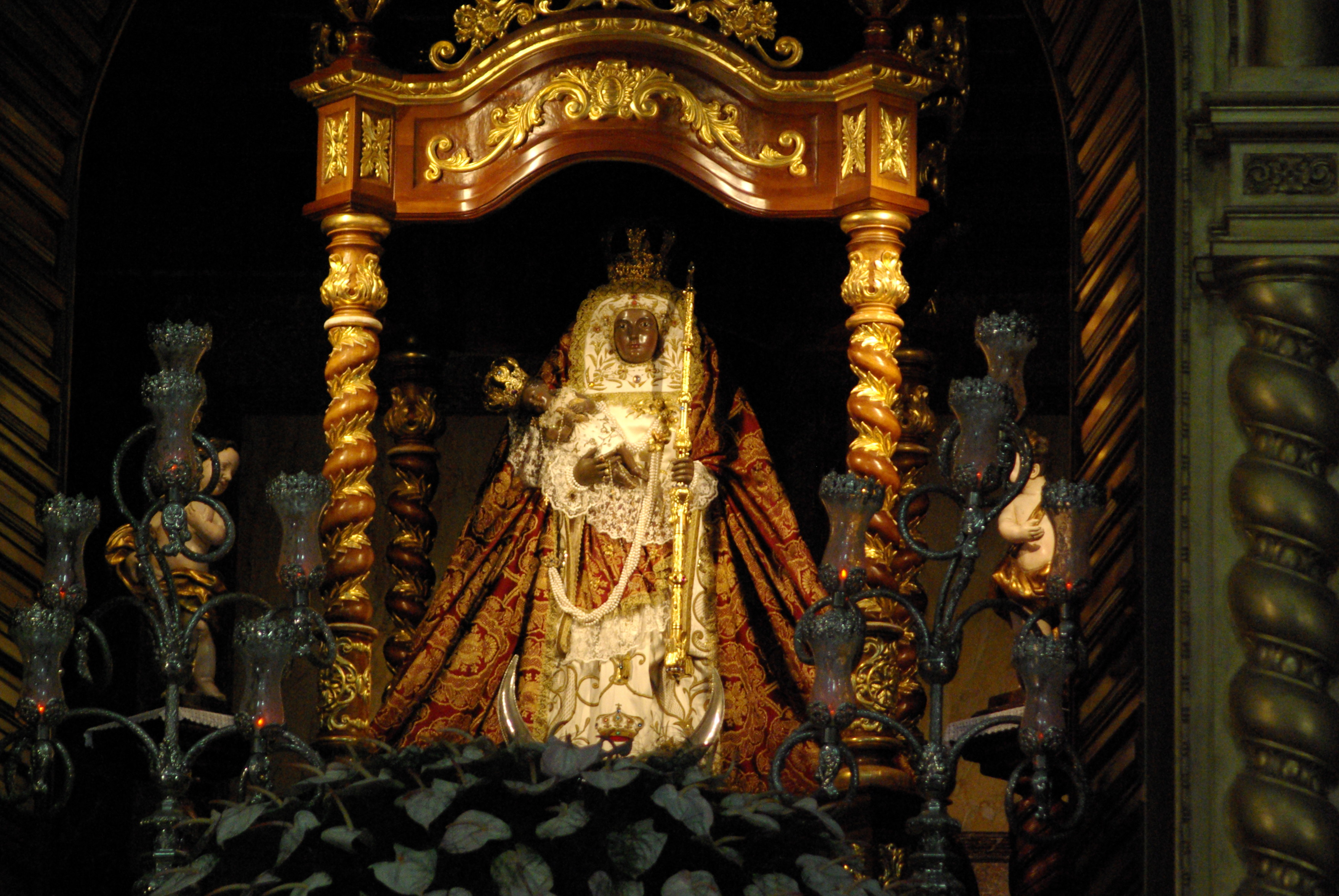
Imagine a Fecioarei din Candelaria, patroană a Insulele Canare